# Geórgiosz Khoiroboszkosz
Geórgiosz Khoiroboszkosz (Γεώργιος Χοιροβοσκός) vagy latinosan Georgius Choeroboscus (?, 6. század vagy 7. század) görög grammatikus.
Khoiroboszkosz mellékneve disznópásztort jelent. Konstantinápolyban élt, a Nagy Konstantin által alapított főiskolán tanított. Több munkája ismert, többük azonban csupán kivonatos formában maradt fenn. Ezek közül jelentőségükben kiemelkednek a korábbi grammatikusok és metrikusok (pl. Dionüsziosz Thrax, Héphaisztión, Héródianosz, Apollóniosz) műveihez, valamint a Codex Theoidosianushoz írott kommentárjai. Mindezeken kívül értekezett a prozódiáról, a helyesírásról, és ugyancsak grammatikai kommentárokat készített a zsoltárokhoz. Megemlítendő még Peri topón poiotikón című műve.
Kiemelkedő érdeme, hogy kivonatolásainak köszönhetően tudunk mára elveszett, korábbi görög grammatikai munkákról. Egyik munkáját a reneszánsz görög nyelvtanírói, Ianosz Laszkarisz és Urbano Bolzanio is felhasználták.